# …Baby One More Time Tour-Crazy 2K Tour
A …Baby One More Time Tour az első hivatalos koncertturnéja Britney Spears amerikai énekesnőnek. Debütáló albumát, a …Baby One More Time-ot támogatta vele. A turné az Egyesült Államok és Kanada különböző városaiban zajlott le. 1999 márciusában jelentették be, hogy Spears tervezi a turnét, majd egy hónappal később kiderültek a pontos dátumok. Fő szponzorálója Tommy Hilfiger volt. 1999 decemberében az énekesnő kijelentette, hogy egy kiterjesztett turnét fog indítani, aminek a címe Crazy 2K Tour lett. Ennek a túrának a Got Milk? és a Polaroid volt a szponzora. A koncepciót és a jelmezeket Spears tervezte. Emiatt sok kritikus dicséretét kivívta magának. A Crazy 2K Tour-ban megváltozott a színpad és az előadások néhány részei a …Baby One More Time Tour-hoz képest.
A show különböző szegmensekre volt osztva. A szegmenseket közjátékok követték, majd a show ráadással zárult. A dallista a  …Baby One More Time számaiból és néhány feldolgozásból állt. A Crazy 2K Tour listáján viszont helyet kapott a későbbiekben megjelenő Oops!… I Did It Again című albumról két dal. A turné pozitív kritikákat kapott. A túra során Britneyt megvádolták playbackel, de ő ezt tagadta. A koncerteket a Fox Broadcasting Company közvetítette. Ezek a felvételek helyet kaptak Spears Live and More! című DVD-jén.

## Háttér
1999. március 5-én megjelent a hír, miszerint Spears tervezi élete első nagyobb turnéját, a …Baby One More Time promotálása céljából. Nem sokkal később az énekesnő is megerősítette a hírt, és hozzátette, hogy valamikor júliusban fog megkezdődni. 1999. május 12-én kiderült, hogy Tommy Hilfiger lesz a turné fő szponzora. A bejelentés ideje alatt Spears az "AllStars" társaság kampányában szerepelt. Hilfiger elmondta, hogy miért vállalta el a turné támogatását:

„A zene iránti szenvedélyem mindig inspirálta a terveimet. Ebben az évben amit csináltunk a zenével előtérbe került. Britney Tommy Jeans szellemét és a mai fiatalokat képviseli. Ahhoz, hogy folytassam ezt a csodás évet, szerintem a legjobb dolog, ha szponzorálom a turnéját az egyik legdögösebb énekesnőnek a világon.”

A másodlagos támogató a Nestlé lett volna, de miután Spearsről provokatív képek jelentek meg a Rolling Stone magazinban, visszautasították a szponzorálást. A turnédátumok a Pollstar-on keresztül jelentek meg 1999. április 9-én. Kiderült belőle, hogy 1999. június 28-án, Floridában tartják az első koncertet. Néhány fellépést át kellett ütemezni kisebb problémák miatt. 1999. december 17-én, ugyanazon a napon, amikor a From the Bottom of My Broken Heart videóklipje premierje volt, Spears bejelentette, hogy 2000-ben egy kiterjesztett turnét fog indítani, aminek a címe Crazy 2K Tour lett. Hozzátette, hogy tulajdonképpen ez a turné lesz a bevezetése a szintén 2000-ben induló Oops!… I Did It Again World Tour-nak. A Crazy 2K Tour szponzora a Got Milk volt. A vállalat igazgatója, Peter Gardiner megindokolta, hogy miért vállalták a szponzorálást „Britney varázslatos a tini lányokkal, és ez elég a tej reklámozásához.” Spears csinált egy reklámfilmet a turné népszerűsítése céljából. A másodlagos támogató a Polaroid volt. Az a vállalat árúja volt a túra hivatalos fényképezőgépe. Spears ezeket használta is a koncerteken, hogy promotálja a terméket.

## Előkészület
Spears beszélt a CNN-nek arról, hogy indítani fog egy teljes koncertkörutat, amelynek a jelmezeit és az előadásokat ő maga tervezi. Gia Ventola divattervezővel dolgozott, akivel elkészítették a show alatt szereplő ruhákat. A színpad felosztása egyszerű volt, csak egy lépcső szerepelt a közepén. Az öttagos zenekar a színpad két szélén helyezkedett el. Spearst rajtuk kívül 6 táncos és a közjátékokban szereplő emberek segítették. A …Baby One More Time-ról 8 szám, és néhány feldolgozás szerepelt a dallistán. A kiterjesztett turné színpadja hasonlított az eredetire, de sokkal nagyobb volt. Sok speciális effektet, köztük füstgépet és tűzijátékot tartalmazott a show. A színpad felett egy hatalmas vetítő volt, ami hasonlított a Hófehérke című német mesében szereplő mágikus tükörre. A show egyik legbonyolultabb része az volt, mikor Spears egy mechanikus varázsszőnyeggel a tömeg felett 100 méterrel "repült". Britneyt ennek a turnénak a koncertjein 8 táncos segítette. A show alatt 5 jelmezt-ruhát viselt Spears. A túra dallistája 7 dalt tartalmazott a debütáló albumról és 2 kiadatlan dalt a 2000. májusában megjelenő második albumáról, az Oops!… I Did It Again-ről.

## Koncert-összefoglalás

### …Baby One More Time Tour
A show Spears táncosainak bemutatójával kezdődött, akik füst mögül jelentek meg a színpadon. Nem sokkal azután Spears megjelent a lépcső tetején egy rózsaszín melltartószerű topban és egy szürke csillámos rövidnadrágban. A nyitó dal a (You Drive Me) Crazy volt. Utána a Soda Pop című számot adta elő táncolva, miközben beszélt a közönségnek. Aztán elhagyta a színpadot. Röviddel ezek után a lépcsőn ülve énekelte el a Born to Make You Happy és a From the Bottom of My Broken Heart című slágereit. A show táncos közjátékkal folytatódott. Miközben Madonna Vogue című száma ment a háttérben, Spears elmondta a közönségnek, hogy a legfőbb inspirációja Madonna és Janet Jackson volt. Mindkettő előadótól előadott 1-2 dalt a tiszteletükre: Madonna Material Girl számát, Janet Jackson Black Cat és Nasty slágerét. Ezt a szakaszt Sonny & Cher The Beat Goes On számával zárta. Az előadás különleges fényeket tartalmazott. A következő dal az albumon helyet kapó I Will Be There volt. Ezt még egy átdolgozás követte: A Journey zenekar Open Arms dalát énekelte el. Végezetül a Sometimes című száma került előadásra. Ezek után elköszönt a közönségtől és elhagyta a színpadot. Később aztán visszatért, és a koncertet a …Baby One More Time című világslágerével zárta. Kockás szoknyában, harisnyában és egy melltartóban adta elő.

### Crazy 2K Tour
A 2000-es turné hasonlított az eredetire. A táncosok egy szekrényből jöttek ki, és szórakoztatták a közönséget, amíg „be nem csengettek”. Ekkor leültek a színpadon lévő iskolapadokhoz, és egy női tanárhang elkezdte a névsort sorolni. Mikor Spears nevéhez ért, az énekesnő megjelent a lépcső tetején füstfelhőből kijőve, és elvégezte a …Baby One More Time egy rövidebb mix változatát. Rögtön ezután a (You Drive Me) Crazy előadásával folytatódott a show. Spears röviden beszélt a közönségnek, majd elénekelte a Born to Make You Happy és az I Will Be There című dalokat. Egy rövid táncos közjátékot követően Spears egy varázsszőnyegen ülve előadta a Don’t Let Me Be the Last to Know című számot, ami a 2000 májusában megjelenő Oops!… I Did It Again című albumán kapott helyet. Aztán az album címadó dalát, az Oops!… I Did It Again-t adta elő. Röviddel ezután ismét egy közjáték következett, aminek a címe „Who is the Ultimate Heartbreaker?” lett. A lényege az volt, hogy Britney felhívott a színpadra a közönségből egy fiút, és egy kabátban előadta neki a From the Bottom of My Broken Heart című balladát. A show folytatódott, és Spears ledobta a kabátját, hogy előadja a The Beat Goes On című feldolgozást egy flitteres pólóban. 2 közjátékot követően az énekesnő bemutatta a közönségnek a zenekart és a táncosokat, majd előadta a Sometimes-t. Hasonlóan a …Baby One More Time Tour-hoz, itt is a …Baby One More Time előadásával végződött a show.

## Fogadtatása
A turné pozitív kritikákat kapott a kritikusoktól. A Deseret News írója, Jeffrey Haney a koncerteket mutatósnak és látványosnak nevezte. A USA Today riportere Spears turnén való teljesítményét magabiztosnak és energikusnak vélte. Jim Farber, a Daily News munkatársa úgy gondolta, hogy Britney 2 személlyé alakul a koncerteken: Egyik, aki felszabadultan énekli a saját dalait, a másik, aki idegesen énekli különböző előadók dalát. Hozzátette, hogy Britneyn tükröződött, hogy egy erős, sokáig tartó karrierre vágyik. Ha Kim Jae a következőt nyilatkozta a túráról és az énekesnőről: „Spears a körúttal meg tudta mutatni, hogy tartani tudja a „versenyt” Christina Aguilerával és Jessica Simpsonnal. Lehet, hogy Aguilera jobb hanggal rendelkezik (ami be is bizonyosodott a Grammy díjátadón), de egyértelműen Spears uralja jelenleg a pop zenét.” Adam Graham is méltatta Britneyt: „A turné dallistája csak 10 dalból állt, mégis Britney be tudta bizonyítani, hogy van hangja. Az már csak plusz, hogy Britney végigtáncolta az összes koncertet.” Dave Tianen a turnét energikusnak, jó humorúnak és gyors tempójúnak tartotta. Jane Ganahl, a műsort egyszerűen szórakoztatóan nevezte.

### Playbackel kapcsolatos vádak
A turné során az énekesnőt többször is megvádolták playbackről való énekléssel. Spears egy Rolling Stone-nak adott interjú során tagadta ezeket a vádakat:

„A színpad feletti kivetítőn a mozgáshoz képest késik a hangom. Úgy gondolom, hogy ez megzavarta az embereket, és ezért kezdtek el gyanakodni. Én minden dalt élőben énekeltem-éneklek el. Néha-néha megesik, hogy az éneklés közben muszáj nagyokat lélegeznem, mivel nagyon elfáradok. Innen észrevehető, hogy én élőben éneklek. Egyébként ezért szeretem azt, amikor a balladákat adok elő, mivel akkor általában nem kell koreográfiát bemutatnom.”

## Közvetítések és felvételek
2000. április 20-án egy Hawaii-i koncert rögzítésre került. A Crazy 2K Tour picit megváltoztatott koncertje került felvételre. 2000. június 5-én ez a fellépés közvetítésre került a Fox Broadcasting Company vállalat által. Emellett az évben még többször is közvetítették. A Jive Records 2000. november 21-én kiadta a Live and More! című DVD-t, amin helyet kapott ez a fellépés. A Recording Industry Association of America (RIAA) szervezetnél a DVD háromszoros platina minősítést könyvelt el, amit az Egyesült Államokban DVD esetén 300 000 eladott példány után adnak.

## A koncerteket nyitó előadók
- C-Note (csak bizonyos koncerteken)[26]
- Steps (csak bizonyos koncerteken)[27]
- Boyz N Girlz United (csak bizonyos koncerteken)[20]
- P.Y.T. (csak bizonyos koncerteken)[28]
- Michael Fredo (csak bizonyos koncerteken)[20]
- Third Storee (csak bizonyos koncerteken)[20]
- Sky (a kanadai koncerteken)[27]
- LFO (csak bizonyos koncerteken)[29]
- Bosson (csak bizonyos koncerteken)[30]
- Destiny’s Child (a hawaii-i koncerten)[31]

## Dallista
Forrás:

## A turné állomásai

### …Baby One More Time Tour
| Észak-Amerika        |                |                           |                                      |
| 1999. június 28.     | Pompano Beach  | Amerikai Egyesült Államok | Pompano Beach Amphitheatre           |
| 1999. június 29.     | Tampa          | Amerikai Egyesült Államok | USF Sun Dome                         |
| 1999. július 1.      | Atlanta        | Amerikai Egyesült Államok | Atlanta Civic Center                 |
| 1999. július 2.      | Myrtle Beach   | Amerikai Egyesült Államok | House of Blues                       |
| 1999. július 3.      | Doswell        | Amerikai Egyesült Államok | Paramount Theatre                    |
| 1999. július 5.      | Bethel         | Amerikai Egyesült Államok | Max Yasgur's Farm                    |
| 1999. július 6.      | Washington     | Amerikai Egyesült Államok | DAR Constitution Hall                |
| 1999. július 7.      | New York       | Amerikai Egyesült Államok | Hammerstein Ballroom                 |
| 1999. július 8.      | Hershey        | Amerikai Egyesült Államok | Star Pavilion at Hersheypark Stadium |
| 1999. július 9.      | Scranton       | Amerikai Egyesült Államok | Montage Mountain Amphitheater        |
| 1999. július 10.     | Corfu          | Amerikai Egyesült Államok | Darien Lake Theme Park Resort        |
| 1999. július 11.     | Schenectady    | Amerikai Egyesült Államok | Proctor's Theatre                    |
| 1999. július 13.     | Hamilton       | Kanada                    | Copps Coliseum                       |
| 1999. július 14.     | Toronto        | Kanada                    | Molson Amphitheatre                  |
| 1999. július 16.     | Ottawa         | Kanada                    | WordPerfect Theatre at Corel Centre  |
| 1999. július 17.     | Montréal       | Kanada                    | Molson Centre                        |
| 1999. július 20.     | Winnipeg       | Kanada                    | Centennial Concert Hall              |
| 1999. július 21.     | Saskatoon      | Kanada                    | Saskatchewan Place                   |
| 1999. július 22.     | Edmonton       | Kanada                    | Skyreach Centre                      |
| 1999. július 23.     | Calgary        | Kanada                    | Canadian Airlines Saddledome         |
| 1999. július 25.     | Vancouver      | Kanada                    | General Motors Place                 |
| 1999. július 26.     | Seattle        | Amerikai Egyesült Államok | Seattle Center Arena                 |
| 1999. július 27.     | Hillsboro      | Amerikai Egyesült Államok | DeMar Batchelor Amphitheater         |
| 1999. július 29.     | Oakland        | Amerikai Egyesült Államok | Paramount Theatre                    |
| 1999. július 30.     | Paso Robles    | Amerikai Egyesült Államok | Main Grandstand Arena                |
| 1999. július 31.     | Los Angeles    | Amerikai Egyesült Államok | Universal Amphitheatre               |
| 1999. augusztus 3.   | Brighton       | Amerikai Egyesült Államok | Bromley Companies Stage              |
| 1999. augusztus 4.   | Denver         | Amerikai Egyesült Államok | Paramount Theatre                    |
| 1999. augusztus 6.   | Arlington      | Amerikai Egyesült Államok | AT&T Music Mill Amphitheater         |
| 1999. augusztus 7.   | Houston        | Amerikai Egyesült Államok | Aerial Theater                       |
| 1999. augusztus 8.   | New Orleans    | Amerikai Egyesült Államok | Lakefront Arena                      |
| 1999. augusztus 10.  | Memphis        | Amerikai Egyesült Államok | Mud Island Amphitheater              |
| 1999. augusztus 11.  | Nashville      | Amerikai Egyesült Államok | Grand Ole Opry House                 |
| 1999. augusztus 13.  | Eureka         | Amerikai Egyesült Államok | Old Glory Amphitheater               |
| 1999. augusztus 14.  | Omaha          | Amerikai Egyesült Államok | Ak-sar-Ben                           |
| 1999. augusztus 15.  | Sioux Falls    | Amerikai Egyesült Államok | W.H. Lyon Fairgrounds Grandstand     |
| 1999. augusztus 17.  | Rosemont       | Amerikai Egyesült Államok | Rosemont Theatre                     |
| 1999. augusztus 18.  | Colombus       | Amerikai Egyesült Államok | Veterans Memorial Auditorium         |
| 1999. augusztus 19.  | Fairlea        | Amerikai Egyesült Államok | State Fair Event Center              |
| 1999. augusztus 20.  | Adrian         | Amerikai Egyesült Államok | Lenawee County Fair                  |
| 1999. augusztus 21.  | Orlando        | Amerikai Egyesült Államok | Hard Rock Live                       |
| 1999. augusztus 25.  | Indianapolis   | Amerikai Egyesült Államok | Egyptian Room                        |
| 1999. augusztus 26.  | Cleveland      | Amerikai Egyesült Államok | Nautica Stage                        |
| 1999. augusztus 27.  | Mason          | Amerikai Egyesült Államok | Timberwolf Amphitheatre              |
| 1999. augusztus 29.  | Upper Darby    | Amerikai Egyesült Államok | Tower Theatre                        |
| 1999. augusztus 30.  | Essex Junction | Amerikai Egyesült Államok | Champlain Valley Fair Grandstand     |
| 1999. szeptember 1.  | Boston         | Amerikai Egyesült Államok | FleetBoston Pavilion                 |
| 1999. szeptember 2.  | Syracuse       | Amerikai Egyesült Államok | Mohegan Sun Grandstand               |
| 1999. szeptember 3.  | Wallingford    | Amerikai Egyesült Államok | Oakdale Theatre                      |
| 1999. szeptember 4.  | Baltimore      | Amerikai Egyesült Államok | Pier 6 Pavilion                      |
| 1999. szeptember 5.  | Allentown      | Amerikai Egyesült Államok | Allentown Fairgrounds Grandstand     |
| 1999. szeptember 10. | Salt Lake City | Amerikai Egyesült Államok | Utah State Fair Grandstand           |
| 1999. szeptember 11. | Hutchinson     | Amerikai Egyesült Államok | KSF Grandstand                       |
| 1999. szeptember 12. | Detroit        | Amerikai Egyesült Államok | State Theatre                        |
| 1999. szeptember 14. | Allegan        | Amerikai Egyesült Államok | ACC Grandstand                       |
| 1999. szeptember 15. | York           | Amerikai Egyesült Államok | Grandstand at the York Fair          |

### Crazy 2K Tour
| Észak-Amerika     |                   |                           |                             |
| 2000. március 8.  | Pensacola         | Amerikai Egyesült Államok | Pensacola Civic Center      |
| 2000. március 9.  | Birmingham        | Amerikai Egyesült Államok | BJCC Coliseum               |
| 2000. március 10. | North Little Rock | Amerikai Egyesült Államok | Alltel Arena                |
| 2000. március 12. | Memphis           | Amerikai Egyesült Államok | Pyramid Arena               |
| 2000. március 13. | Louisville        | Amerikai Egyesült Államok | Freedom Hall                |
| 2000. március 14. | Auburn Hills      | Amerikai Egyesült Államok | The Palace of Auburn Hills  |
| 2000. március 15. | Cincinnati        | Amerikai Egyesült Államok | Firstar Center              |
| 2000. március 19. | Grand Rapids      | Amerikai Egyesült Államok | Van Andel Arena             |
| 2000. március 20. | Moline            | Amerikai Egyesült Államok | The MARK of the Quad Cities |
| 2000. március 21. | Madison           | Amerikai Egyesült Államok | Kohl Center                 |
| 2000. március 22. | Rosemont          | Amerikai Egyesült Államok | Allstate Arena              |
| 2000. március 23. | Rosemont          | Amerikai Egyesült Államok | Allstate Arena              |
| 2000. március 25. | Worcester         | Amerikai Egyesült Államok | Worcester's Centrum Centre  |
| 2000. március 26. | Baltimore         | Amerikai Egyesült Államok | Baltimore Arena             |
| 2000. március 27. | Albany            | Amerikai Egyesült Államok | Pepsi Arena                 |
| 2000. március 29. | Greensboro        | Amerikai Egyesült Államok | Greensboro Coliseum         |
| 2000. március 31. | Tampa             | Amerikai Egyesült Államok | Ice Palace                  |
| 2000. április 1.  | Miami             | Amerikai Egyesült Államok | American Airlines Arena     |
| 2000. április 2.  | Daytona Beach     | Amerikai Egyesült Államok | Ocean Center                |
| 2000. április 4.  | New Orleans       | Amerikai Egyesült Államok | New Orleans Arena           |
| 2000. április 6.  | Greenville        | Amerikai Egyesült Államok | BI-LO Center                |
| 2000. április 7.  | Roanoke           | Amerikai Egyesült Államok | Roanoke Civic Center        |
| 2000. április 8.  | Charleston        | Amerikai Egyesült Államok | Charleston Civic Center     |
| 2000. április 20. | Honolulu          | Amerikai Egyesült Államok | Hilton Hawaiian Village     |

## Jegyeladások
| Helyszín        | Város       | Eladott jegyek / Összes jegy | Bevétel  |
| --------------- | ----------- | ---------------------------- | -------- |
| Lakefront Arena | New Orleans | 10,000 / 10,000 (100%)       | $278,845 |
| Pyramid Arena   | Memphis     | 16,906 / 16,906 (100%)       | $578,845 |

## Fordítás
- Ez a szócikk részben vagy egészben  a(z)   ...Baby One More Time Tour című angol Wikipédia-szócikk fordításán alapul.  Az eredeti cikk szerkesztőit annak laptörténete sorolja fel. Ez a jelzés csupán a megfogalmazás eredetét és a szerzői jogokat jelzi, nem szolgál a cikkben szereplő információk forrásmegjelöléseként.